# Trace Worthington
Tracy Jon „Trace“ Worthington (* 28. November 1969 in Minneapolis, Minnesota) ist ein ehemaliger US-amerikanischer Freestyle-Skier. Trace „The Ace“, so sein Spitzname, startete die meiste Zeit seiner Karriere in allen Disziplinen und hatte seine Stärken im Aerials (Springen). In dieser Disziplin und in der Kombination wurde er 1995 als erster Freestyler Doppelweltmeister. Daneben gewann er zweimal den Freestyle-Gesamtweltcup sowie vier Disziplinenwertungen und 37 Einzelwettkämpfe.

## Biografie

### Kindheit und Jugend
Trace Worthington kam 1969 in Minnesota zur Welt und verbrachte dort seine ersten Lebensjahre. Sein Urgroßvater war der Weitspringer Harry Worthington (1891–1990), der 1912 an den Olympischen Sommerspielen in Stockholm teilgenommen hatte. Das Skifahren erlernte Trace im Alter von drei Jahren in Wisconsin, wo sein Vater als Skilehrer arbeitete. Im selben Alter begann er auf dem hauseigenen Trampolin herumzuturnen und entdeckte dabei seine Liebe für Luftakrobatik. Später übersiedelte er mit seiner Familie nach Winter Park, Colorado. Während er auch in anderen Sportarten wie Hockey oder Baseball aktiv war, entschied er sich schließlich für den Skisport. Erste Erfahrungen sammelte er mit Backflips über einen selbstgebauten Kicker im Wald. Mit 14 Jahren nahm er erstmals in Colorado an Freestyle-Wettkämpfen teil.

### Sportliche Laufbahn
1986 wurde Trace Worthington Juniorenweltmeister und ein Jahr später US-amerikanischer Jugendmeister im Freestyle-Springen. Er wurde in die Nationalmannschaft aufgenommen und gab im Dezember 1988 kurz nach seinem 19. Geburtstag sein Debüt im Freestyle-Skiing-Weltcup. Mit Rang neun in Tignes feierte er einen gelungenen Einstand in der Aerials-Weltspitze. Nur wenige Wochen später stand er als Zweiter von Calgary erstmals auf einem Weltcup-Podest und qualifizierte sich damit für die Weltmeisterschaften in Oberjoch, wo er einen beachtlichen fünften Rang belegte. Auch die Disziplinenwertung schloss er auf Platz fünf ab.
Ab seiner zweiten Weltcup-Saison startete Worthington auch im Ballett und auf der Buckelpiste, wodurch sich die Chancen auf einen Sieg im Gesamtweltcup erhöhen sollten. Seinen ersten Weltcupsieg feierte er im März 1990 in La Clusaz in seiner Paradedisziplin, zwei Tage später gewann er am selben Ort auch die Kombinationswertung. Sowohl in der Gesamt- als auch in der Kombinations-Disziplinenwertung belegte er am Saisonende Rang drei. Im Winter 1990/91 gelangen ihm vier Weltcupsiege und eine Verbesserung auf Rang zwei in der Kombinationswertung. Bei den Weltmeisterschaften in Lake Placid verpasste er als Kombinations-Vierter nur knapp seine erste Medaille, nachdem er im Aerials nicht über Rang 14 hinausgekommen war. In der folgenden Saison dominierte er die Kombination und schaffte insgesamt elf Siege, womit er sich erstmals den Gewinn des Gesamtweltcups sicherte. Im Moguls gelang ihm mit Platz sieben in Oberjoch das einzige Spitzenresultat seiner Karriere. Bei den Olympischen Winterspielen von Albertville bestritt er lediglich die beiden Demonstrationswettbewerbe und wurde Siebenter im Springen sowie Elfter im Ballett. Im November 1992 zog er sich bei einer Trampolinshow in Albany eine Schulterluxation zu und verpasste die ersten beiden Springen der Saison. Dennoch konnte er seine Dominanz im Gesamtweltcup mit mehreren Siegen fortsetzen. Bei den Weltmeisterschaften in Altenmarkt-Zauchensee musste er sich in der Kombination jedoch Sergei Schuplezow geschlagen geben und gewann die Silbermedaille.
1993/94 fiel Worthington im Gesamtweltcup aufgrund einer Knieverletzung auf Rang drei zurück. Bei den Olympischen Spielen von Lillehammer, wo Aerials erstmals als vollwertige Disziplin ausgetragen wurde, wurde er Fünfter, auf der Buckelpiste musste er sich mit dem 19. Platz begnügen. Im Winter danach fand er wieder zu alter Stärke zurück und sicherte sich dank vier Saisonsiegen erstmals den Gewinn der Aerials-Disziplinenwertung. Im Ballett erreichte er mit drei Top-10-Platzierungen, darunter Rang sechs am Hundfjället, ein Karrierehoch. Im Gesamtweltcup musste er sich trotz insgesamt zehn Weltcupsiegen aber seinem Landsmann Jonny Moseley geschlagen geben. Seinen größten Karriereerfolg feierte er im Februar 1995 bei den Weltmeisterschaften in La Clusaz, wo er sowohl im Aerials als auch in der Kombination die Goldmedaille errang. Er krönte sich damit zum ersten Doppelweltmeister der Freestyle-Geschichte. In den folgenden beiden Wintern konzentrierte er sich im Hinblick auf die Olympischen Spiele von Nagano voll und ganz auf seine Paradedisziplin, hatte aber zunehmend mit Schwindelanfällen zu kämpfen. Trotz gezielten Trainings beendete er im Herbst 1997 seine Karriere, nachdem er sich nicht dazu in der Lage fühlte, den Traum vom Olympiagold zu verwirklichen.
1999 trat er bei den X-Games in Crested Butte im Skicross an und erreichte Rang sieben.

### Weitere Karriere
Nach dem gesundheitlich bedingten Karriereende wechselte Trace Worthington zum Fernsehen und gab noch 1997 für Fox sein Rundfunkdebüt. Im Februar 1998 kommentierte er erstmals Olympische Winterspiele und blieb dem Metier danach erhalten. Als Moderator, Kommentator und Chefanalyst arbeitete er für CBS, NBC und Red Bull. Neben Freestyle-Wettkämpfen kommentierte er unter anderem die Red Bull Crashed Ice und Cliff Diving World Series und Sportarten wie Shorttrack, Snowboard, Mountainbike oder Hunderennen. Zusätzlich wirkte er anfangs als Designer einer Skimarke und Model für Tommy Hilfiger. 1998 gründete Worthington mit seinem ehemaligen Teamkollegen Kris „Fuzz“ Feddersen das Unternehmen Flying Ace Productions, das innerhalb der USA Trampolin- und Luftakrobatikshows anbietet. 2009 zog er sich als Co-Präsident zurück, arbeitet aber weiterhin mit seinem Partner zusammen. Außerdem trat er in insgesamt acht Skifilmen von Warren Miller und anderen Regisseuren in Erscheinung.
Worthington lebt mit seiner Frau Trisha und zwei gemeinsamen Töchtern in Park City, Utah.

## Stil und Rezeption
Trace Worthington gilt als eine Allzeitgröße der Disziplin Aerials und einer der besten Freestyle-Skier der frühen 1990er Jahre. Angelehnt an die Bezeichnung für erfolgreiche Militärflieger erhielt er den Spitznamen Trace „The Ace“. Er wird rückblickend als Innovator beschrieben, da ihm 1993 als erstem US-Amerikaner auf Schnee der sehr schwierige Quad(ruple) twisting triple back flip, ein Sprung mit vierfacher Drehung und drei Rückwärtssaltos, gelang. Eine Variante mit vier Saltos und Wasserlandung übte er während der Sommermonate im Trainingszentrum von Lake Placid ein. Nicht zuletzt aufgrund der über seine aktive Karriere hinausgehenden Medienpräsenz blieb Trace Worthington fest im kollektiven Gedächtnis der US-Sportgemeinde verankert. Bereits während seiner Sportlerlaufbahn erfreute er sich beim heimischen Publikum großer Beliebtheit und wurde mit 37 Weltcupsiegen zum erfolgreichsten männlichen Freestyle-Skier seines Landes. Zwischen 1992 und 1995 wurde er vom Ski Racing Magazine viermal in Folge zum US-Freestyle-Skier des Jahres, 1993 auch zum internationalen Skisportler des Jahres ernannt. 2006 ehrte ihn der US-amerikanische Skiverband mit der Aufnahme in die National Ski Hall of Fame.

## Erfolge

### Olympische Spiele
- Albertville 1992: 7. Aerials, 11. Ballett (Demonstrationswettbewerbe)
- Lillehammer 1994: 5. Aerials, 19. Moguls

### Weltmeisterschaften
- Oberjoch 1989: 5. Aerials
- Lake Placid 1991: 4. Kombination, 14. Aerials, 24. Ballett, 27. Moguls
- Altenmarkt-Zauchensee 1993: 2. Kombination, 5. Aerials, 18. Moguls, 25. Ballett
- La Clusaz 1995: 1. Aerials, 1. Kombination

### Weltcupwertungen
| Saison  | Gesamt | Gesamt | Aerials | Aerials | Moguls | Moguls | Ballett | Ballett | Kombination | Kombination |
| Saison  | Platz  | Punkte | Platz   | Punkte  | Platz  | Punkte | Platz   | Punkte  | Platz       | Punkte      |
| ------- | ------ | ------ | ------- | ------- | ------ | ------ | ------- | ------- | ----------- | ----------- |
| 1988/89 | 18.    | 21     | 5.      | 125     | –      | –      | –       | –       | –           | –           |
| 1989/90 | 3.     | 47     | 6.      | 126     | 37.    | 14     | 18.     | 62      | 3.          | 80          |
| 1990/91 | 3      | 45     | 5.      | 194     | 38.    | 21     | 22.     | 57      | 2.          | 115         |
| 1991/92 | 1.     | 51     | 5.      | 175     | 30.    | 37     | 19.     | 75      | 1.          | 120         |
| 1992/93 | 1.     | 139    | 2.      | 564     | 44.    | 36     | 19.     | 284     | 1.          | 600         |
| 1993/94 | 3.     | 116    | 4.      | 668     | 50.    | 44     | 21.     | 216     | 6.          | 200         |
| 1994/95 | 2.     | 156    | 1.      | 772     | –      | –      | 14.     | 420     | 1.          | 600         |
| 1995/96 | 66.    | 27     | 25.     | 240     | –      | –      | –       | –       | –           | –           |
| 1996/97 | 47.    | 48     | 18.     | 380     | –      | –      | –       | –       | –           | –           |

### Weltcupsiege
Worthington errang im Weltcup 73 Podestplätze, davon 37 Siege:
| Datum             | Ort                   | Land        | Disziplin   |
| ----------------- | --------------------- | ----------- | ----------- |
| 14. März 1990     | La Clusaz             | Frankreich  | Aerials     |
| 16. März 1990     | La Clusaz             | Frankreich  | Kombination |
| 8. Dezember 1990  | Tignes                | Frankreich  | Kombination |
| 19. Januar 1991   | Piancavallo           | Italien     | Kombination |
| 3. Februar 1991   | Mont Gabriel          | Kanada      | Kombination |
| 26. Februar 1991  | Skole                 | Sowjetunion | Aerials     |
| 11. Dezember 1991 | Zermatt               | Schweiz     | Aerials     |
| 12. Dezember 1991 | Zermatt               | Schweiz     | Kombination |
| 17. Dezember 1991 | Piancavallo           | Italien     | Kombination |
| 12. Januar 1992   | Blackcomb             | Kanada      | Kombination |
| 19. Januar 1992   | Breckenridge          | USA         | Kombination |
| 25. Januar 1992   | Lake Placid           | USA         | Kombination |
| 1. März 1992      | Inawashiro            | Japan       | Kombination |
| 5. März 1992      | Madarao               | Japan       | Aerials     |
| 5. März 1992      | Madarao               | Japan       | Kombination |
| 8. März 1992      | Madarao               | Japan       | Kombination |
| 14. März 1992     | Altenmarkt-Zauchensee | Österreich  | Kombination |
| 10. Januar 1993   | Blackcomb             | Kanada      | Kombination |
| 17. Januar 1993   | Breckenridge          | USA         | Kombination |
| 23. Januar 1993   | Lake Placid           | USA         | Kombination |
| 31. Januar 1993   | Le Relais             | Kanada      | Kombination |
| 27. Februar 1993  | La Plagne             | Frankreich  | Kombination |
| 28. März 1993     | Lillehammer           | Norwegen    | Aerials     |
| 28. März 1993     | Lillehammer           | Norwegen    | Kombination |
| 12. Dezember 1993 | Tignes                | Frankreich  | Aerials     |
| 12. Dezember 1993 | Tignes                | Frankreich  | Kombination |
| 5. März 1994      | Altenmarkt-Zauchensee | Österreich  | Kombination |
| 17. Dezember 1994 | Tignes                | Frankreich  | Kombination |
| 15. Januar 1995   | Breckenridge          | USA         | Kombination |
| 21. Januar 1995   | Le Relais             | Kanada      | Kombination |
| 22. Januar 1995   | Le Relais             | Kanada      | Aerials     |
| 28. Januar 1995   | Lake Placid           | USA         | Aerials     |
| 28. Januar 1995   | Lake Placid           | USA         | Kombination |
| 4. Februar 1995   | Oberjoch              | Deutschland | Kombination |
| 10. Februar 1995  | Altenmarkt-Zauchensee | Österreich  | Aerials     |
| 5. März 1995      | Lillehammer           | Norwegen    | Kombination |
| 11. März 1995     | Hundfjället           | Schweden    | Aerials     |

### Weitere Erfolge
- 11 US-amerikanische Meistertitel in Aerials und Kombination[14]

## Filmografie (Auswahl)
- 1993: Carving the White
- 1995: Endless Winter
- 1999: Freeriders
- 2002: Cold Fusion

## Auszeichnungen
- 1988: Ski Magazine Cup Award
- 1989, 1992–1995: Hart Cup Award
- 1989, 1993–1995: The Meeker Award[15]
- 1992–1995: US Freestyle Skier of the Year (Ski Racing Magazine)[2]
- 1993: International Skier of the Year (Ski Racing Magazine)
- 2006: Aufnahme in die U.S. Ski and Snowboard Hall of Fame